# Azula
 (mars 2017).
Si vous disposez d'ouvrages ou d'articles de référence ou si vous connaissez des sites web de qualité traitant du thème abordé ici, merci de compléter l'article en donnant les références utiles à sa vérifiabilité et en les liant à la section « Notes et références ».
La princesse Azula est un personnage du dessin animé Avatar, le dernier maître de l'air.
Princesse de la Nation du feu et sœur du prince Zuko, elle est l'une des principales antagonistes de la série, dès lors que son frère et son oncle sont en fuite. Azula est cruelle, égocentrique et déterminée à supplanter son frère dans l'ordre de succession de la Nation du feu.
Elle est extrêmement rusée et est prête à tout pour montrer sa supériorité. 
Elle inspire la crainte car elle est sans pitié et a le pouvoir de décider de la vie ou de la mort de tout le monde. Étant plus jeune, vers ses 10 ans elle a eu une conversation avec sa mère : sa mère avait remarqué la vraie nature d'Azula, elle lui a dit que c'était un monstre. Mais Azula en était bien consciente et en était fière.
Elle est très puissante : elle maîtrise parfaitement le feu et elle est très agile au combat. Sa puissance est également due au fait qu'elle sache manier les éclairs comme personne. Les éclairs sont meurtriers si l'on se sait pas les renvoyer et sont donc bien plus puissants que le feu.

## Description au sein de l'univers de fiction
Elle fait partie des maîtres du Feu les plus puissants et, dès son plus jeune âge, a montré un potentiel incroyable. Elle maîtrise parfaitement les flammes bleues, bien plus chaudes et fait également partie des rares maîtres du Feu qui savent maîtriser l'élément supérieur du feu, la foudre.

### Nom
Son nom vient certainement de l'espagnol azul, qui signifie « bleu », puisque les flammes qu'elle génère sont de cette couleur.
Dans l'histoire, son prénom lui vient de son grand-père, le Seigneur du Feu Azulon. Dans l'écriture de la série, le lien est inverse, Azulon ayant été évoqué dans la série bien après Azula.

### Histoire
Azula apparaît pour la première fois dans un flash-back au sujet de Zuko. Alors à peine adolescente, elle souriait cruellement en voyant Zuko forcé de combattre leur père.
Après l'échec du siège du pôle Nord, le seigneur du feu, son père, dépêche Azula sur les traces de son frère et de son oncle pour les ramener à la Nation du feu de manière qu'ils ne les embarrassent plus ; elle échouera dans cette quête mais commencera dès lors à traquer l'avatar pour s'approprier la gloire qu'une telle capture lui procurerait et empêcher son frère de retrouver les faveurs de son père.
Azula est un grand maitre du Feu et l'une des rares à pouvoir contrôler l'élément supérieur du feu, la Foudre, tout comme son propre père, Ozai, le Seigneur du Feu, son oncle Iroh, et plus tard dans la série, son frère Zuko. Au cours de la série, elle démontrera plusieurs fois ses qualités de meneuse d'hommes (en les terrorisant) et de stratège (elle prendra une ville entière en s'y infiltrant et en prenant le contrôle de sa propre milice).
Pour parvenir à la capture de l'avatar et la conquête du Royaume de la Terre, elle s'entoure de deux jeunes autres combattantes et amies d'enfance :
- Mai, qui est une experte des armes de jet en tout genre, généralement des couteaux, dagues, poignards et flèches. Elle est amoureuse de Zuko depuis son plus jeune âge. Elle semble distante et froide, et ne semble pas vouloir faire le mal comme Azula.
- Ty Lee, ancienne artiste de cirque pour se démarquer de ses six sœurs identiques à elle, elle est une adepte du combat au corps à corps. Particulièrement agile, elle est capable de réduire à l'impuissance ses adversaires en pressant certains points vitaux du corps, bloquant la circulation de l'énergie. À quelques reprises, elle semble amoureuse de Sokka, disant de lui qu'elle le trouve "franchement craquant", mais cela ne sera pas confirmé.

Toutes deux sont des adversaires de grande valeur.
Lors de sa prise de la ville de Ba Sing Se, elle retrouvera son frère Zuko et son oncle qui s'y étaient réfugiés. Elle fera enfermer Iroh et persuadera Zuko de l'aider à vaincre l'avatar. S'ensuivra une bataille sans merci contre Aang et Katara, d'où les deux enfants du Seigneur du Feu sortiront vainqueurs et laisseront l'avatar pour mort. Elle rentrera victorieuse à la Nation du feu accompagnée de son frère réhabilité.
Pressentant que l'avatar est peut-être encore en vie, elle octroie le coup final sur celui-ci à son frère ; de cette façon, si Aang devait se montrer à nouveau, c'est Zuko qui en pâtirait devant leur père.
Lors de l'invasion du jour du soleil noir, c'est elle qui piègera les assaillants qui veulent s'en prendre directement à son père en leur faisant perdre leur temps. De cette façon, elle obtient la preuve de la survie de l'avatar et évite à son père un combat perdu d'avance (en effet, lors de l'éclipse, ce dernier est sans pouvoir). Elle prouve ce jour-là que même sans la maitrise du feu, elle reste une redoutable combattante.
Après l'invasion ratée, elle se rend sur le Rocher bouillant, la prison la plus sécurisée de la Nation du Feu, lorsque son frère (qui a finalement rejoint l'avatar) y est capturé. À cette occasion, ils se combattent et pour la première fois, font jeu égal dans la maitrise du Feu (Zuko a en effet gagné en puissance en apprenant la maitrise originelle du feu). Elle échoue cependant à le recapturer et essaie de le tuer en le faisant tomber dans l'eau bouillante entourant la prison. Mais la prison échoua nul autre que par Mai, qui s'y opposa par amour pour Zuko, mais aussi parce qu'elle était exaspérée des projets d'Azula.  Folle de rage, elle s'apprête à éliminer Mai lorsque Ty Lee intervient et bloque son Chi. Les deux filles sont arrêtées, tandis que la princesse poursuit son frère jusqu'à la cachette des rescapés de l'invasion au temple de l'air de l'ouest et combat une nouvelle fois Zuko, mais bien qu'elle mette l'avatar en fuite grâce à de nombreuses forces armées venues la soutenir, elle fait de nouveau jeu égal avec son frère.
Elle rejoint alors la Nation du feu en attendant l'arrivée de la comète de Sozin qui permettra au pays de remporter la guerre une fois pour toutes.
Alors que la comète est proche, elle désire partir au front avec son père (qui exceptionnellement partira au combat lui-même), mais ce dernier lui demande de rester dans la Nation du feu pour la protéger en son absence et lui promet le titre de Seigneur du feu ; lui-même s'en défait pour devenir le Roi Phénix, un titre selon lui plus approprié pour un homme qui va régner sur un monde qui va renaître du feu.
Azula accepte de rester et devient donc la maîtresse des lieux. En attendant d'être couronnée, elle commence à montrer des signes d'instabilité mentale, et même, de folie. Quelques semaines seulement avant son entrée au trône, son amie Mai permit l'évasion de Zuko, Sokka et d'autres prisonniers de la prison de la Roche bouillante. Complètement frustrée, Azula entama un duel avec Mai, mais Ty Lee intervint et bloqua ses points vitaux, mettant Azula à terre. Alors que Mai et Ty Lee sont sur le point de s'enfuir, les gardes de la prison les en empêchèrent. Azula ordonna alors que ses deux amies soient emprisonnées. Mai et Ty Lee resteront en prison jusqu'à la chute du Seigneur du Feu Ozai, et seront libérées avec l'appui d'Iroh et de Zuko.
Cet événement, la trahison de Mai et Ty Lee, a beaucoup d'effet sur son mental.  Les gens lui obéissent parce qu'ils ont peur d'elle, et l'affront que Mai et Ty Lee ont provoqué en la mettant hors combat, lui fait supposer que toute personne qui la contrarie, même un peu, est sujette à comploter contre elle et les bannit aussitôt.  Elle se coupe également ses mèches de cheveux qui retombaient sur le front dans un coup de colère et voit alors l'image de sa mère Ursa dans un reflet de miroir.  Ce passage laisse supposer qu'Azula n'a jamais accepté que son frère soit le préféré de sa mère, sans doute parce que Azula a le fond beaucoup plus mauvais que Zuko.  Au début de livre 2, elle est très calme, posée, et fine calculatrice, alors qu'à la fin du livre trois, elle est visiblement méfiante, colérique et paranoïaque.
Pour finir, alors qu'elle s'apprête à être couronnée et que la comète est au-dessus d'eux, Zuko revient et revendique le titre de Seigneur du Feu. Azula propose alors un agni kai, un duel de maitrise du feu, pour savoir qui mérite vraiment le trône. Bien qu'étant venu accompagné de Katara, Zuko accepte et combat Azula. S'ils semblent toujours faire jeu égal au début, Zuko finit par dominer le duel. Il provoque alors Azula pour qu'elle utilise la foudre (sachant rediriger les éclairs, Zuko ne risque rien et pense pouvoir lui retourner son coup pour la mettre hors combat). Azula réagit bien sûr à la provocation mais au dernier moment, au lieu de viser Zuko, c'est sur Katara qu'elle lance ses éclairs. Pour sauver Katara, Zuko n'a d'autre choix que de se jeter sur leur trajectoire ; il parvient à en dévier une partie vers le ciel mais encaisse tout de même un sérieux choc et reste à terre. Azula attaque alors Katara pour la tuer mais cette dernière se sert de ses pouvoirs pour la vaincre. Elle enveloppa Azula dans une fleur glacée et la ligote contre une grille au sol, pour ensuite détruire cette fleur. 
Azula est vaincue. Après sa défaite contre Zuko et Katara, elle fut envoyée dans un asile situé dans une île proche de la Nation du Feu où elle fut surveillée constamment. Elle réapparaitra dans les comics "La recherche", deuxième trilogie faisant suite à la série.
À la recherche de sa mère, Ursa, et dans l'espoir de restaurer ses liens familiaux, Zuko rend visite à Azula. Celle-ci réagit violemment et joue sur les sentiments de Zuko pour obtenir l'autorisation de parler à son père, Zuko accepte. La nuit tombée, ils sortent pour prendre l'air, mais elle réussit à s’échapper en utilisant la foudre sur les gardes. Azula trouve des lettres d'Ursa dans un coffre que son père lui avait indiqué. Zuko arrive, elle lui révèle que ces lettres permettent de retrouver leur mère, juste avant de les brûler sous ses yeux, ne conservant qu'une seule lettre à l'insu de tous. Elle aussi désire retrouver sa mère, mais pour des raisons bien plus hostiles, et Zuko est désormais obligé de partir avec elle. Elle part avec Zuko, Aang, Katara et Sokka sur Appa. Mais elle est persuadée d'être la victime d'un complot la visant, elle. Azula est stoppée en plein délire par Zuko. En fin de journée, un esprit loup distrait l'équipe, elle en profite pour sauter dans le vide.
Son nom restera à jamais gravé comme étant un personnage cruel et même sans cœur.

### Personnalité
Du côté du caractère, Azula est quelqu'un de très cruel et fier de l'être. Elle n'hésite pas à tuer sans état d'âme, ni à attaquer en traître ou à fuir un combat. Et cela n'est pas récent : il semble qu'elle ait toujours été ainsi ; déjà enfant, elle n'hésitait pas à terroriser les animaux ou son frère tout en souhaitant la mort des membres de sa famille si cela lui permettait d'obtenir une place plus importante dans la société et la ligne d'accession au trône.
Elle a donc toujours été instable et sans doute pas vraiment heureuse ; l'hallucination où elle voit sa mère en est la plus grande preuve : elle pense que celle-ci la prend pour un monstre et ne l'a jamais aimée. La trahison de ses deux seules amies et sa défaite contre Zuko et Katara la fit plonger dans la folie. Cependant, les créateurs de la série, Michael Dante DiMartino et Bryan Konietzko, indiquèrent dans une interview à la fin de la novélisation du final de la série qu'Azula avait peut-être une chance de guérir de sa folie.
Azula est cliniquement schizophrène, victime d'hallucinations d'images et de voix, ainsi que persuadée d'être persécutée. Elle est également incapable de s'en rendre compte. On peut ajouter à cela une forme plus ou moins sous-jacente de paranoïa.

### Pouvoirs et capacités
Azula est l'une des maîtres du feu des plus habiles et des plus puissants de son temps, reconnue comme une prodige à la fois par Ozai et Zuko. La caractéristique la plus notable de la maîtrise de la princesse Azula est sa capacité à créer des flammes bleues, qui sont beaucoup plus intenses que les flammes rouge, orange et jaune normalement utilisée par la maitrise du Feu, bien que dans son enfance, Azula maîtrisait le feu normal.
Elle crée le feu souvent avec seulement deux doigts, plutôt qu'avec un poing fermé ou la main ouverte comme c'est souvent le cas avec d'autres maîtres du feu. Aussi remarquable est sa capacité à produire une plus grande quantité de flammes que la plupart des maîtres du feu sans se fatiguer, tout comme elle peut faire des attaques successives pendant de longues périodes.
Azula est une stratège extrêmement intelligente et rusé. Elle était aussi une fille très studieuse. Depuis l'enfance, elle était bien versé dans l'histoire militaire de son pays comme elle le raconte avec succès la stratégie du Seigneur du Feu Sozin dans une ancienne bataille. Elle a prévu un piège pour Iroh et Zuko, qui fut accidentellement déjoué par le capitaine de son navire. Elle a immédiatement discerner le plan de l'Avatar pour le tromper avec une fausse piste. Elle a également affiché une incroyable prouesses au combat dans l'apprentissage des styles de combat de ses ennemis, comme la capacité éolienne de coup de pied balayage affichée par Aang contre elle au cours d'une bataille.
Azula avait un Haut niveau de compétence en combat à mains nues, ça a été affiché à plusieurs reprises au cours de la série. Elle a facilement évité les attaques au couteau frénétiques de Zuko sans l'utilisation de flammes, guidant ses mains bien sûr. Elle a également eu une certaine habileté avec des armes cachées, comme elle avait l'intention d'utiliser un couteau de shuriken pendant l'éclipse. Ses acrobaties et l'utilisation d'un couteau de shuriken caché étaient apparemment des compétences qu'elle a acquises auprès de Ty Lee et Mai, respectivement. Azula était très agile comme elle a pu courir sur les murs et effectuer des pirouettes en vol. Elle a esquivé les attaques de Aang et Toph avec peu d'effort à l'aide de sauts en hauteur comme Ty Lee, en fin de compte; Aang admet qu'elle était trop rapide pour frapper. Sa force physique était aussi grande comme elle l'a démontré sur une planche, en soutenant son corps une position horizontale juste en utilisant ses bras, avec peu d'effort.
Azula est une excellente menteuse. Toph, qui peut sentir quand quelqu'un ment via sa maîtrise de la Terre, n'arrive pas à percevoir quand Azula ment, même quand elle affirme quelque chose de totalement impossible.